# Camp IKEA

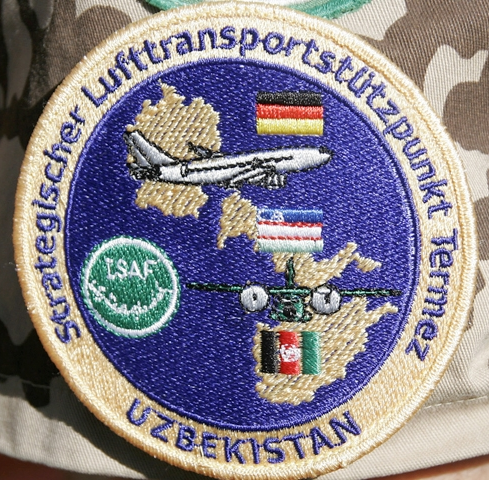
Det tyska förbandsmärket för Termez-grupperingen

Camp IKEA var den svenska miniatyrcampen som utgjorde arbetsutrymmena för personalen i transportflygförbandet FU01 och FU02 under dess insats från Uzbekistan med flygningar mot Afghanistan. Campen låg inom det tyska förbandets gruppering på flygplatsen i Termez och utgjordes av ett fåtal funktionscontainrar för stabs-, flygunderhållspersonal och transportflygsdivisionen.
Personalen var förlagd utanför flygplatsen och bussades i huvudsak in till sin arbetsplats.